# Cofinimmo
Cofinimmo é um empresa imobiliária Belga que desenvolve e gerencia escritórios e outros bens na Bélgica e na França, foi fundada em 1983.
Em 2003, passou a fazer parte do BEL 20.
Em 30 de junho de 2015 companhia possui ativos totais de 3,570 bilhões de euros, sendo desse total 41% são escritórios, outros 41% são de imoveis para empresas de saúde como lares para idosos, prédios de hospitais e etc, e 16% são de redes de distribuição, como imoveis de restaurantes, agências de seguros entre outros.
Todos os imoveis da empresa tem uma área representativa total de  1,780,000m².